# Muleta
Ne doit être confondu avec le capote.

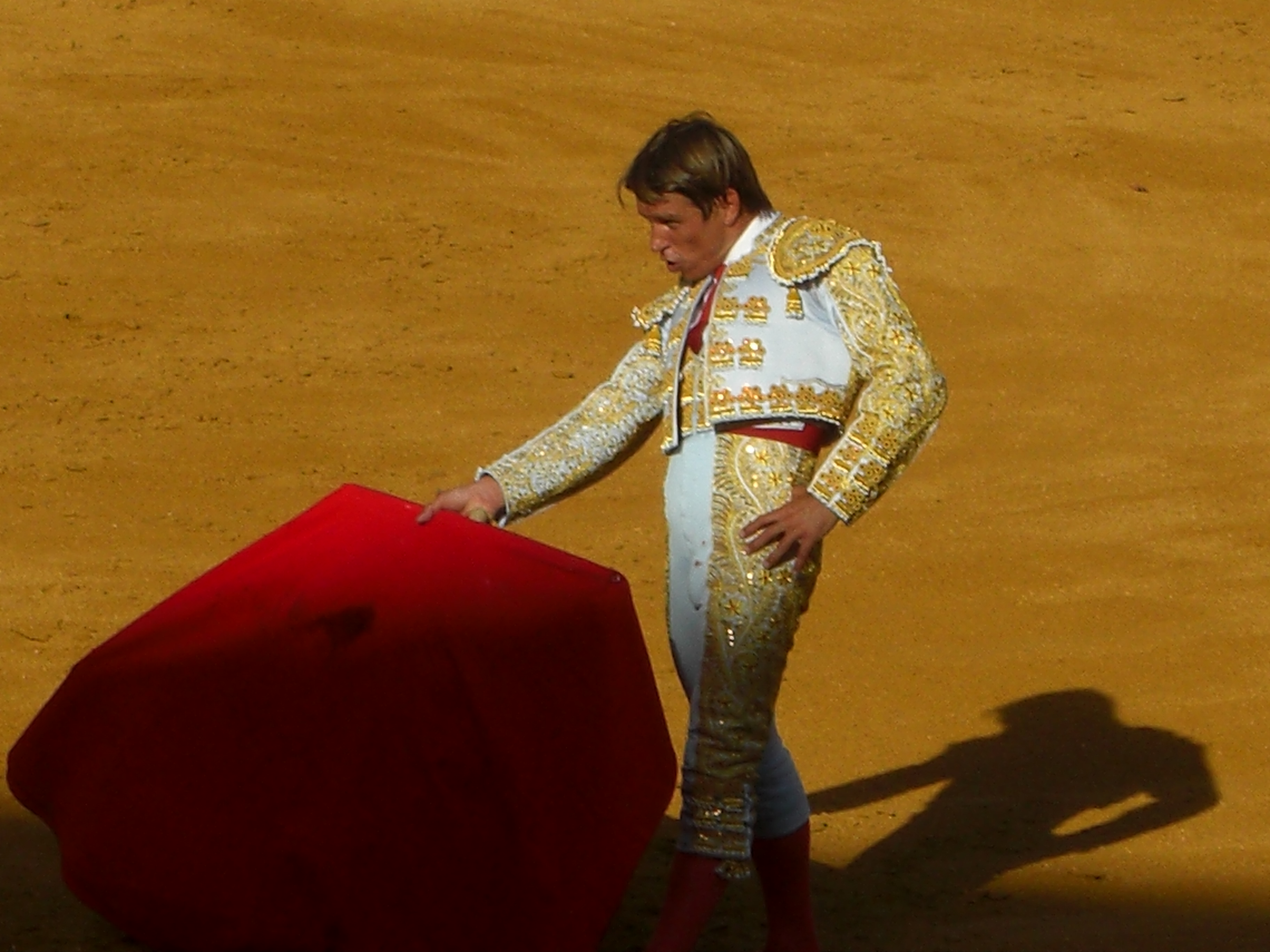
Matador tendant la muleta

La muleta est un leurre fait d'un drap de serge rouge monté sur bâton (le palo en espagnol) et réservé à l'usage exclusif du matador pendant la faena. L'étoffe est ovoïde, fixée et pliée en deux sur un bâton (palillo) long d'une cinquantaine de centimètres, qui possède une extrémité cannelée. L'autre extrémité se termine par une pointe d'acier (pico de la muleta).

## Présentation
Le terme de muleta pourrait avoir comme origine muletilla, nom espagnol du bâton en passementerie. 
La muleta se distingue du capote de brega, cape rose et jaune utilisée par le matador dans les deux tercios et par ses peones pendant toute la course pour exécuter des passes de cape véronique, mariposa, etc.
Uniquement utilisée pendant la faena, dont elle est l'instrument central, la muleta permet au matador de réaliser une série de passes, dites « passes de muleta » : naturelle, derechazo, etc. Plus petite et légère que le capote, la muleta, qui cache l'épée du matador, peut aussi se manier plus facilement, rapidement et avec une plus grande précision.

## Historique
Francisco Romero, généralement considéré comme « l’inventeur » de la corrida, passe pour être celui qui introduit l'usage de la muleta vers 1726,.
Dans les premiers temps, elle s'appelait lienzo, était de couleur blanche et faite en lin, chanvre ou coton, accroché à un bâton. Plus petite qu'aujourd'hui, son usage était aussi plus limité. Sa couleur pouvait changer (rouge, jaune ou bleu) selon le choix du torero, avant que le rouge ne soit définitivement adopté, plus par tradition que par sa capacité d'attirer le taureau, ce dernier distinguant mal les couleurs. Au milieu du XIXe siècle, à l'époque de Cúchares, la muleta était encore de petite dimension et aux débuts de la carrière de Lagartijo, sa couleur pouvait changer. 
On suppose que c'est « Costillares », inventeur de l'estocade al volapié, (suerte qui a permis l'allongement de la faena et donc accru l'importance de la muleta) qui a entraîné l'élargissement de la muleta et sa fixation sur un bâton pour être plus maniable.
Sa taille a augmenté au fil du temps, et de nouveaux matériaux furent utilisés, comme la flanelle ou la laine. À mesure que sa taille augmentait, de nouvelles figures, plus complexes et d'un plus grand intérêt artistique, furent possibles. Mais le changement le plus significatif est celui de sa fonction : la muleta est passé d'un simple instrument de défense, destiné à faire baisser la tête du taureau avant l'estocade, à l'instrument central de l'art du matador.